# Yoshihiro Tatsumi
Pour les articles homonymes, voir Tatsumi.
辰巳 ヨシヒロ
Œuvres principales
- Cette ville te tuera (1968-1970)
- Rien ne fera venir le jour (1970)
- Une vie dans les marges (1995-2006)

Yoshihiro Tatsumi (辰巳 ヨシヒロ, Tatsumi Yoshihiro) est un auteur de bande dessinée japonais, né à Ōsaka le 10 juin 1935, et mort le 7 mars 2015. Il est un des fondateurs du mouvement gekiga de la bande dessinée indépendante nippone. Portraitiste prolifique de la société japonaise d'après-guerre, il est considéré comme un des pionniers du manga destiné à un public adulte.

## Biographie
Yoshihiro Tatsumi naît à Ōsaka le 10 juin 1935, fils d'un père propriétaire de blanchisserie et d'une mère au foyer. Élevé dans une famille de quatre enfants, il grandit dans des conditions précaires. Vivant à proximité de l'aéroport international d'Osaka, cible stratégique des bombardements américains sur le Japon, la famille Tatsumi est contrainte de déménager au crépuscule de la Seconde Guerre mondiale, et par conséquent d'abandonner la blanchisserie. À douze ans, afin d'aider financièrement son foyer, il commence à envoyer des cartes comiques de quatre ou huit cases à des magazines et journaux organisateurs de concours. Talentueux, c'est à cet âge qu'il remporte notamment un concours réservé aux femmes en adoptant le nom de sa petite sœur, empochant ce faisant l'équivalent d'environ 600 dollars. À quatorze ans, il rencontre Osamu Tezuka qui habite alors Ōsaka et lui donne par la suite des conseils. Noboru Ōshiro le présente aux éditions Tsuru shobō, et il y débute en 1952 avec la nouvelle Kodomojima (こどもじま, « L'île aux enfants »). 
Progressivement, Tatsumi exprime son désir de se détacher des problématiques traditionnellement abordées dans les mangas d'époque fortement influencées par l'école Tezuka, enfantines et aventureuses, divergeant de la réalité d'un pays exsangue et déboussolé qu'il observe. Spectateur de films noirs et admirateur d'Henri-Georges Clouzot, Tatsumi expérimente, jusqu'à produire une première histoire formellement noire en octobre 1955, Black Blizzard. En 1957, il invente pour qualifier son travail le terme « gekiga », signifiant littéralement « image dramatique », par opposition à « manga », se laissant définir par l'idée d'« image dérisoire », jugée trop en déphasage avec les thèmes qu'il souhaitait aborder. Il crée en 1959 l'« atelier du gekiga » (劇画工房, gekiga kōbō) avec Shōichi Sakurai (桜井 昌一), Fumiyasu Ishikawa (石川 フミヤス), Masahiko Matsumoto (松本 正彦), Kei Motomitsu (K・元美津), Susumu Yamamori (山森 ススム), Masaaki Satō (佐藤 まさあき) et Takao Saitō (さいとう・たかを). Tezuka, que Tatsumi retrouve des années plus tard à Tokyo, désapprouve cette démarche artistique.
En dépit de la courte effusion du collectif, l'effondrement du modèle économique de diffusion des librairies de prêt, prédilection de l'avant-garde, au profit de magazines grand public, fait entrer Tatsumi dans une période de vaches maigres. Pour subsister, il se lance dans l'édition au cours des années 1960, mais est contraint de produire et publier des œuvres qui le passionnent peu. En 1968, il entre en contact avec un représentant du magazine érotique à tirage confidentiel Gekiga Young. Seulement huit pages lui sont accordées par volume, et la rémunération est faible compte tenu de l'envergure de la diffusion, mais Yoshihiro Tatsumi y trouve une véritable liberté de ton, entamant un cycle de renouveau artistique frénétique, dont sera tiré la majorité de ses traductions,. Tatsumi abandonne ainsi ses activités d'édition en 1969 pour délivrer de nombreuses courtes nouvelles, à la noirceur sociale sans précédent, dépeignant le quotidien sans éclaircie de la classe ouvrière japonaise, perdue dans la foule, travaillant à l'usine ou dans les égouts. La posture novatrice et bouleversante incarnée par ces histoires suscite une double insatisfaction à Gekiga Young. Tatsumi, d'abord, malgré des innovations techniques pour adapter la complexité de ses scénarios à la concision imposée (comme rendre ses personnages principaux mutiques), commence à se ressentir emprisonné dans les huit pages qu'il a à disposition. Les dirigeants du magazine, eux, regrettent une rupture de ton entre les histoires ouvertement pornographiques de vingt-quatre pages figurant tout au long du magazine et les huit pages morbides proposées par Tatsumi en fin de volume, suscitant l'interrogation des lecteurs. Si Tatsumi répond un temps aux urgences de ses éditeurs en intégrant des scènes sexuelles dans ses nouvelles, celles-ci ne constituent que rarement le cœur des histoires, et si elles le sont, ne font que se subordonner à leur violence sociale substantielle, comprenant systématiquement un volet glauque ou meurtrier. De fait, malgré quelques histoires plus longues publiées dans le magazine, Yoshihiro Tatsumi s'écarte de Gekiga Young après la nouvelle du mois de décembre 1969, Mon Hitler, empreinte de réflexions existentielles.
Simultanément, Yoshihiro Tatsumi commence à publier au sein du célèbre magazine d'avant-garde Garo, avec une première nouvelle elliptique intitulée Who are you ? Le scorpion, publiée dans le numéro #071, réflexion sur l'identité en pleine occupation américaine. Tatsumi publie par intermittence dans Garo au cours de la première moitié de la décennie 1970. Un numéro spécial lui est consacré en mars 1971 (#089), rassemblant une dizaine d'histoires.

Le début des années 1970 constitue pour Tatsumi une période de production artistique exceptionnelle où il peut publier plus d'une histoire par semaine, dans différents magazines. Celles-ci font preuve d'une violence redoublée, abordant des thèmes tels que la prostitution (Good Bye), le fétichisme (Le pied) ou la zoophilie (Les larmes de la bête), sans délaisser des thématiques sociales telles que la solitude en ville (Monkey mon amour), l'extrême pauvreté (Hôtel du métro), la misère sexuelle (Une fille dans la poche) ou le rejet de la modernité (La ville assoiffée), qui se croisent régulièrement dans les structures narratives adoptées. L'impératif d'abondance du dessin tatsumien de l'époque conjugué à la dureté des scènes projetées sur le papier, a éreinté l'auteur mentalement et physiquement, le plongeant alors stylo en main dans un état second, comme il l'a indiqué en 2013 : 
"J'ai dessiné ces histoires dans la douleur, j'ai souffert à l'agonie pour les accoucher, le cœur perpétuellement à vif, obsédé par la volonté de porter le gekiga. C'était le prix à payer pour le faire rayonner." 
Il est récompensé en 1972 du prix de l'association des auteurs de bande dessinée japonaise pour Hitokuigyo (人喰魚, « Poisson mangeur d'homme »).
Entre 1981 et 1982, Yoshihiro Tatsumi publie Jigoku no Gundan, une série fantastique et sombre en six volumes à propos d'un enfant abandonné apprenant à communiquer avec les rats d'égout.
De 1989 à 1997, sa production s'apaise et il dessine des mangas sur le bouddhisme sur des histoires de Hiro Sachiya (en) pour les éditions Suzuki (鈴木出版).
De 1995 à 2006, il écrit Gekiga hyōryū (劇画漂流, « Un rescapé du gekiga », publiée en France sous le nom Une vie dans les marges), fresque historique autobiographique, prépubliée dans le magazine Mandarake Zenbu,,. Elle est publiée en recueil par Seirin Kōgeisha en 2008, maison d'édition qui avait auparavant publié en 2002 et 2003 deux compilations d'anciennes histoires courtes de Tatsumi : Daihakken (大発見, « Grande découverte ») et Daihakketsu (大発掘, « Grandes fouilles »). Tatsumi obtient pour Une vie dans les marges le Grand prix du prix culturel Osamu Tezuka en 2009.
Ses œuvres ont été traduites en plusieurs langues : anglais, chinois, espagnol, français, indonésien, italien, polonais, ou encore portugais. En France, il parait très tôt dans Le Cri qui tue (1978-1981), puis en 1983, deux histoires courtes Good-bye et Enfer sont éditées par Artefact sous le nom de Hiroshima, toujours sous l’impulsion d'Atoss Takemoto, créateur du Cri. En Amérique du Nord depuis 2002, l'éditeur canadien Drawn and Quarterly s'est lancé, en collaboration avec le bédéiste américain d'origine japonaise Adrian Tomine, dans la publication annuelle et en plusieurs volumes de son travail, divisées par périodes depuis 1969.
Une adaptation d’Une vie dans les marges en film d'animation par le Singapourien Eric Khoo, nommée Tatsumi, est sortie à Singapour en septembre 2011, après avoir été présentée au festival de Cannes 2011 dans la compétition Un certain regard,,. Le film sort en France le 1er février 2012. Il reprend également cinq histoires courtes de l'auteur : L'Enfer, Monkey mon amour, Juste un homme, Occupé et Good bye.
Il meurt d'un cancer le 7 mars 2015 à l'âge de 79 ans.